# Сан-Лоренцо (Италия)
Сан-Лоренцо (итал. San Lorenzo) — коммуна в Италии, располагается в области Калабрия, подчиняется административному центру Реджо-Калабрия.
Население составляет 3393 человека, плотность населения составляет 53 чел./км². Занимает площадь 64 км². Почтовый индекс — 89069. Телефонный код — 0965.
Покровителем коммуны почитается святой Лаврентий, празднование 10 августа.